# Erostepost
Erostepost (Eigenschreibweise erostepost) ist eine österreichische Literaturzeitschrift, welche seit 1987 vom gleichnamigen Verein Erostepost mit Sitz im Literaturhaus Salzburg halbjährlich herausgegeben wird.
Der Verein vergibt jährlich den Erostepost-Literaturpreis. Er ist Mitglied im Dachverband Salzburger Kulturstätten.

## Veröffentlichende Autoren (Auswahl)
- O. P. Zier[2]
- Kurt Wölflingseder[3]
- Kathrin Röggla[4]
- Bettina Balàka[5]